# شهرستان الدریهمی
ناحیهٔ الدریهمی {{به عربی|مدیریة الدریهمی) در یمن است که در al hudaydah governorate واقع شده‌است.

## خصوصیات
ناحیهٔ الدریهمی ۵۵٬۰۱۳ نفر جمعیت دارد.